# Mariam Ibekwe
Mariam Ibekwe (nhũ danh Nnodu; sinh ngày 29 tháng 10 năm 1969) là một cựu vận động viên điền kinh và điền kinh người Nigeria đã thi đấu môn bắn súng. Cô ấy thiết lập cá nhân tốt nhất của mình là 16.68 m (54 ft 81⁄2 in) năm 2007 
Ibekwe đã giành được huy chương quốc tế đầu tiên của mình vào năm 1989, giành danh hiệu tại Đại học Tây Phi và huy chương bạc sau Hanan Ahmed Khaled tại Giải vô địch châu Phi năm 1989 về điền kinh, được tổ chức trên sân nhà ở Lagos. Cô lại đứng sau Ai Cập Khaled tại Đại hội Thể thao toàn châu Phi năm 1991, đứng thứ ba trong dịp đó.
Cô đã nghỉ thi đấu quốc tế vào giữa những năm 1990, nhưng đã trở lại vào năm 1997 với chiến thắng tại Giải vô địch điền kinh Tây Phi và lần thứ tám tại World Cup IAAF 1998. Cô tiếp tục thi đấu ở tuổi ba mươi, lọt vào chung kết tại Đại hội thể thao toàn châu Phi 2003 và Đại hội Thể thao Á-Phi 2003. Đỉnh cao sự nghiệp của cô đến ở tuổi bốn mươi, khi cô giành được huy chương vàng tại Giải vô địch châu Phi năm 2010 về điền kinh. Trong lần xuất hiện quốc tế lớn cuối cùng của mình, cô đã đứng thứ bảy tại Cúp lục địa IAAF 2010.
Ở cấp quốc gia, cô đã giành được ba danh hiệu liên tiếp tại Giải vô địch điền kinh Nigeria từ năm 1989 đến năm 1991, trở thành người phụ nữ đầu tiên vượt qua mười bốn mét tại cuộc thi. Cô xếp sau Vivian Chukwuemeka trong bảng xếp hạng quốc gia vào giữa những năm 1990, nhưng đã trở lại với hai danh hiệu quốc gia vào năm 1997 và 1998, với thành tích vô địch là 15.54 m (50 ft 113⁄4 in) và 16.42 m (53 ft 101⁄4 in). Chukwuemeka đã giành được bảy danh hiệu tiếp theo và Ibekwe đã giành được danh hiệu quốc gia thứ sáu vào năm 2006.

## Giải đấu quốc tế
| Năm  | Giải đấu                             | Địa điểm                   | Thứ hạng | Nội dung | Chú thích |
| ---- | ------------------------------------ | -------------------------- | -------- | -------- | --------- |
| 1989 | West African University Games        | Ouagadougou, Burkina Faso  | 1st      | Shot put | 13.08 m   |
| 1989 | African Championships                | Lagos, Nigeria             | 2nd      | Shot put | 14.02 m   |
| 1991 | All-Africa Games                     | Cairo, Egypt               | 3rd      | Shot put | 14.66 m   |
| 1997 | West African Athletics Championships | Cotonou, Benin             | 1st      | Shot put | 15.47 m   |
| 1998 | World Cup                            | Johannesburg, South Africa | 8th      | Shot put | 15.60 m   |
| 2003 | All-Africa Games                     | Abuja, Nigeria             | 4th      | Shot put | 15.17 m   |
| 2003 | Afro-Asian Games                     | Hyderabad, India           | 6th      | Shot put | 14.78 m   |
| 2010 | African Championships                | Nairobi, Kenya             | 1st      | Shot put | 13.67 m   |
| 2010 | Continental Cup                      | Split, Croatia             | 7th      | Shot put | 13.67 m   |

## Danh hiệu quốc gia
- Giải vô địch điền kinh Nigeria 
  - Bắn đưa: 1989, 1990, 1991, 1997, 1998, 2006